# Saropogon dispar
Saropogon dispar là một loài ruồi trong họ Asilidae. Saropogon dispar được Coquillett miêu tả năm 1902. Loài này phân bố ở vùng Tân Bắc giới.